# U-1101
Unterseeboot 1101 foi um submarino alemão do Tipo VIIC, pertencente a Kriegsmarine que atuou durante a Segunda Guerra Mundial.

## Comandantes
| Comandante          | Data                                       |
| ------------------- | ------------------------------------------ |
| Oblt. Rudolf Dübler | 10 de novembro de 1943 - 5 de maio de 1945 |

## Subordinação
Durante o seu tempo de serviço, esteve subordinado às seguintes flotilhas:
| Período                                          | Flotilha                                      |
| ------------------------------------------------ | --------------------------------------------- |
| 10 de novembro de 1943 - 28 de fevereiro de 1945 | 22. Unterseebootsflottille (submarino escola) |
| 1 de março de 1945 - 5 de maio de 1945           | 31. Unterseebootsflottille (serviço ativo)    |